# Alexander Tornquist
Alexander Tornquist (ur. 18 czerwca 1868 w Hamburgu, zm. 1 listopada 1944 w Grazu) – niemiecki geolog i paleontolog.

## Życiorys
Studiował nauki humanistyczne i przyrodnicze na uniwersytecie w Getyndze, w 1892 uzyskał tytuł doktora filozofii. Od 1893 prowadził jako docent wykłady z paleontologii na Uniwersytecie w Strasburgu, w 1900 został profesorem paleontologii w Strasburgu, od 1907 na uniwersytecie w Królewcu.
Na początku XX wieku potwierdził dokonane przez Wawrzyńca Teisseyre’a w 1893 odkrycie strefy głębokich rozłamów przecinających Europę, nazywaną od tego czasu strefą Teisseyre’a-Tornquista.

## Dorobek naukowy
- „Die Echiniden des Untercarbon der Südvogesen” (1897)
- „Die Sammlungen von Dr. Stuhlmann in Deutschostafrika” („Mitth. wiss. Aust.”, Hamburg, 1893)
- „Die degenerierten Perisphincten des Kimmeridge von Le Havre” („Schweiz, paläont. Ges.”, 1897)
- „Neue Beiträge zur Geodäsie und Paläontologie der Umgebung von Recoaro und Schio” („Jahrb. d. Deutsch, geol. Ges.”, 1898–1900)
- „Beitrag zur Kenntnis der Gattung Archaeocidaris” („Neues Jahrb. f. Min. Geol. u. Pal.”, 1898)